# Brioni Insel-Zeitung
Die Brioni-Insel-Zeitung (im Titelkopf: Brioni Insel-Zeitung) war ein cisleithanisches (österreichisches) Magazin, das zwischen Februar 1910 und Dezember 1913 als Illustrierte Wochenschrift auf den istrischen Brionischen Inseln an der österreichischen Riviera erschienen ist. In Österreich-Ungarn ein beliebter Fremdenverkehrsort des Adels und der Oberschicht, gehört die heute Brijuni genannte Inselgruppe zu Kroatien. Verlagsort war die größere Hauptinsel, Brione grande, heute Veliki Brijun.

## Beschreibung
Herausgegeben wurde die Brioni-Insel-Zeitung von der Gutsdirektion der Brionischen Inseln, die sich im Besitz von Paul Kupelwieser befanden. Sie war als schön illustriertes, werbewirksames Medium für die Gäste gedacht, mit aktuellen Nachrichten, Berichten über berühmte Gäste und deren Aktivitäten, Veranstaltungen, praktischen Hinweisen wie zum Beispiel mit Fahrplänen, der Kurliste (beginnend mit den adeligen Gästen und denen, die am längsten da waren, was mitunter zu einem Wettbewerb führte), Mode, Sehenswürdigkeiten, Geschichtlichem, Kulturhistorischem, Botanik, Zoologie, Geologie usw. Der Archäologe Anton Gnirs verfasste ebenso Beiträge wie der Kurarzt Otto Lenz. Einschlägige Werke von Literaten und auch Hobbydichterinnen unter den Gästen, Huldigungen über das Eiland, wurden gern veröffentlicht. Fast die Hälfte war Werbung von Banken, Industrie, edlen Geschäften, k.u.k. Hoflieferanten, überwiegend aus Wien, Triest und Pola, wo sie auch gedruckt wurde.
Die Auflage der Brioni-Insel-Zeitung, die auch abonniert werden konnte, betrug zwischen 800 und 1000 Stück mit durchschnittlich 15 Seiten.

## Redaktion
Redaktionsleitung laut Impressum:
- Verantwortlicher Redakteur:
  - Otto Buchsbaum: 6. Februar 1910 (Nr. 1/1910) bis 20. Juli 1913 (Nr. 24/1913)
  - S. O. Fangor: 27. Juli 1913 (Nr. 25/1913) bis unbekannt
- Redakteur:
  - S. O. Fangor: 31. Jänner 1913 (Nr. 1/1913) bis 20. Juli 1913 (Nr. 24/1913)

Der Redaktionssitz befand sich im Roten Haus am Hafen der größeren Hauptinsel, Brioni grande genannt.

## Erscheinungsweise
- 1910/I. Jahrgang: Illustrierte Wochenschrift – Erscheint jeden Sonntag vom Februar bis Ende Oktober.
  - 6. Februar (Nr. 1/1910) wöchentlich bis 22. Oktober (Nr. 38/1910)
  - 20. November (Nr. 39/1910)
- 1911/II. Jahrgang: Illustrierte Wochenschrift – Erscheint jeden Sonntag vom Februar bis Ende Oktober.
  - 15. Jänner (Nr. 1/1911)
  - 4. Februar (Nr. 2/1911) wöchentlich bis 15. Oktober (Nr. 38)
  - 3. November (Nr. 39/1911) und 3. Dezember (Nr. 40/1911)
- 1912/III. Jahrgang: Illustrierte Wochenschrift. Die Brioni-Insel-Zeitung erscheint von Mitte Februar bis Ende Oktober allwöchentlich, die übrige Zeit monatlich.
  - 3. Februar (Nr. 1/1912) wöchentlich bis 27. Oktober (Nr. 38/1912)
  - 15. Dezember (Nr. 39/1912)
- 1913/IV. Jahrgang: Illustrierte Wochenschrift. Die Brioni-Insel-Zeitung erscheint von Mitte Februar bis Ende Oktober allwöchentlich, die übrige Zeit monatlich.
  - 31. Jänner (Nr. 1/1913)
  - 16. Februar (Nr. 2/1913) wöchentlich bis 19. Oktober (Nr. 37/1913)
  - 1. November (Nr. 38/1913), 16. November (Nr. 39/1913) und 16. Dezember (Nr. 40/1913)

Entsprechend der Zeitschriftendatenbank (ZDB) sei ein Erscheinungsverlauf 5.1914,1 nachgewiesen mit Erscheinungsort M. Quidde, Triest.